# Đường Phạm Văn Đồng, Thành phố Hồ Chí Minh
Đường Phạm Văn Đồng, trước đây gọi là đường Tân Sơn Nhất – Bình Lợi – Vành đai ngoài, là một con đường thuộc tuyến đường vành đai 1 tại Thành phố Hồ Chí Minh, bắt đầu từ Ngã sáu Nguyễn Thái Sơn quận Gò Vấp đến Ngã tư Linh Xuân thuộc thành phố Thủ Đức, có tổng chiều dài 12,211 km. Đại lộ được đặt tên theo cố thủ tướng Việt Nam Phạm Văn Đồng.

## Lịch sử
Dự án đường Tân Sơn Nhất – Bình Lợi – Vành đai ngoài ban đầu có chiều dài dự tính là 13,6 km và bắt đầu từ sân bay quốc tế Tân Sơn Nhất. Tuyến đường có tổng vốn đầu tư là 340 triệu USD, do tập đoàn GS (Engineering Contruction) - Hàn Quốc làm chủ đầu tư cũng là dự án đầu tiên tại Việt Nam do nước ngoài đầu tư xây dựng theo hình thức BT (xây dựng - chuyển giao). Vào tháng 11 năm 2011, tuyến đường đã thi công được khoảng 40% khối lượng.
Ngày 8 tháng 8 năm 2012, theo Quyết định số 34/2012/QĐ-UBND của Ủy ban nhân dân thành phố, đường Tân Sơn Nhất – Bình Lợi – Vành đai ngoài được đặt tên là đường Phạm Văn Đồng.
Tháng 9 năm 2013, Thành phố Hồ Chí Minh đã tổ chức thông xe đợt 1 đoạn từ nút giao Nguyễn Thái Sơn đến nút giao Bình Triệu dài 4,7 km. Toàn tuyến được hoàn thành vào năm 2015.

## Các thông tin tuyến đường
Vòng xoay Nguyễn Thái Sơn - đường số 38 (trong tương lai là nút giao với đường vành đai 2): lộ giới 60m - 12 làn xe (Riêng đoạn từ đường số 20 đến chân cầu Gò Dưa: 10 làn xe trên đường Phạm Văn Đồng và 2 làn xe dưới đường Kha Vạng Cân).
Đường số 38 - Cầu vượt Linh Xuân: lộ giới 30m - 6 làn xe.

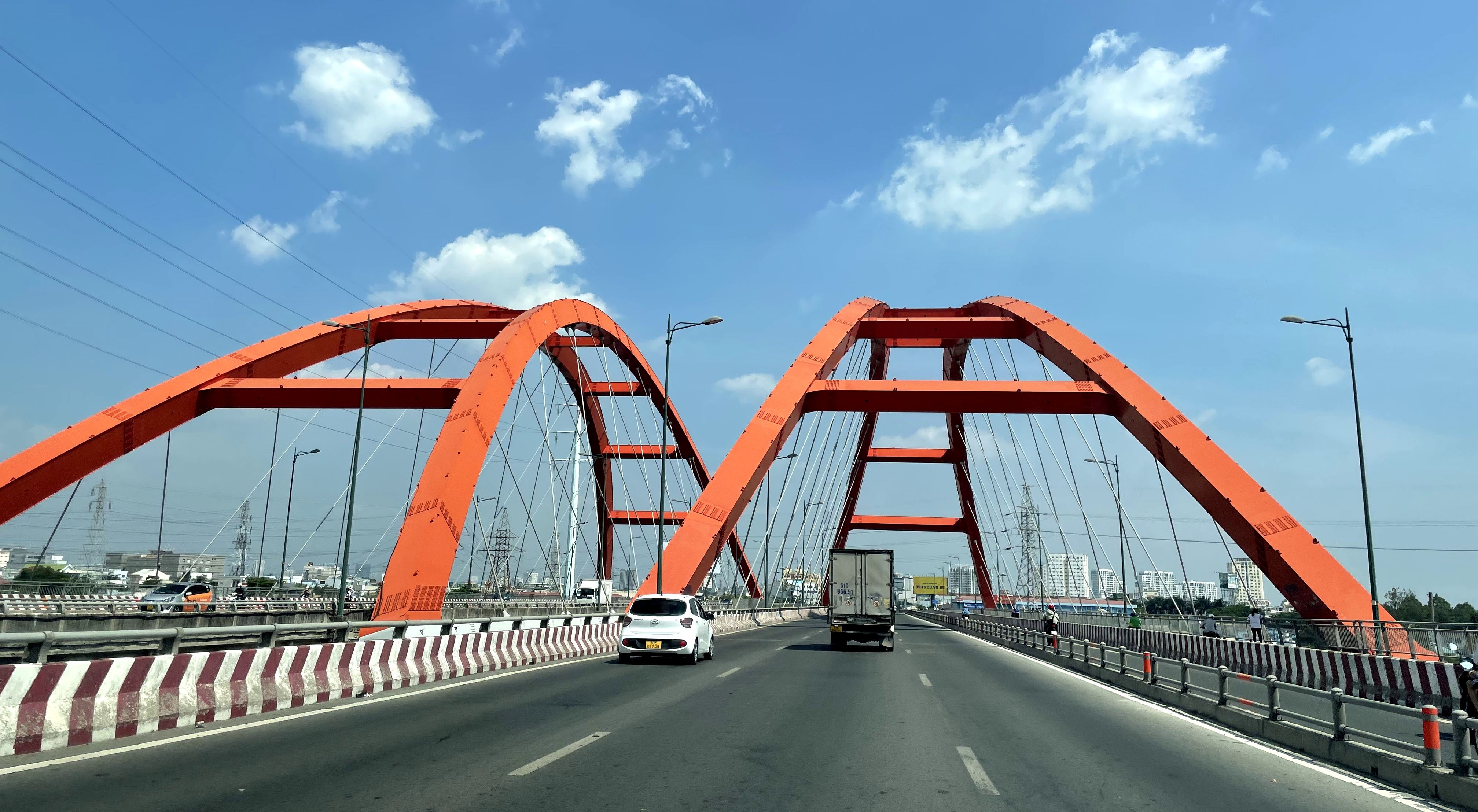
Cầu Bình Lợi nằm trên Đại lộ Phạm Văn Đồng đi từ phía phường 13, quận Bình Thanh, bên kia cầu là phường Hiệp Bình Chánh, TP. Thủ Đức

## Các thông tin về cầu
- Cầu Rạch Lăng: 10 làn xe
- Cầu Bình Lợi: 12 làn xe
- Cầu Gò Dưa: 10 làn xe

## Hình ảnh

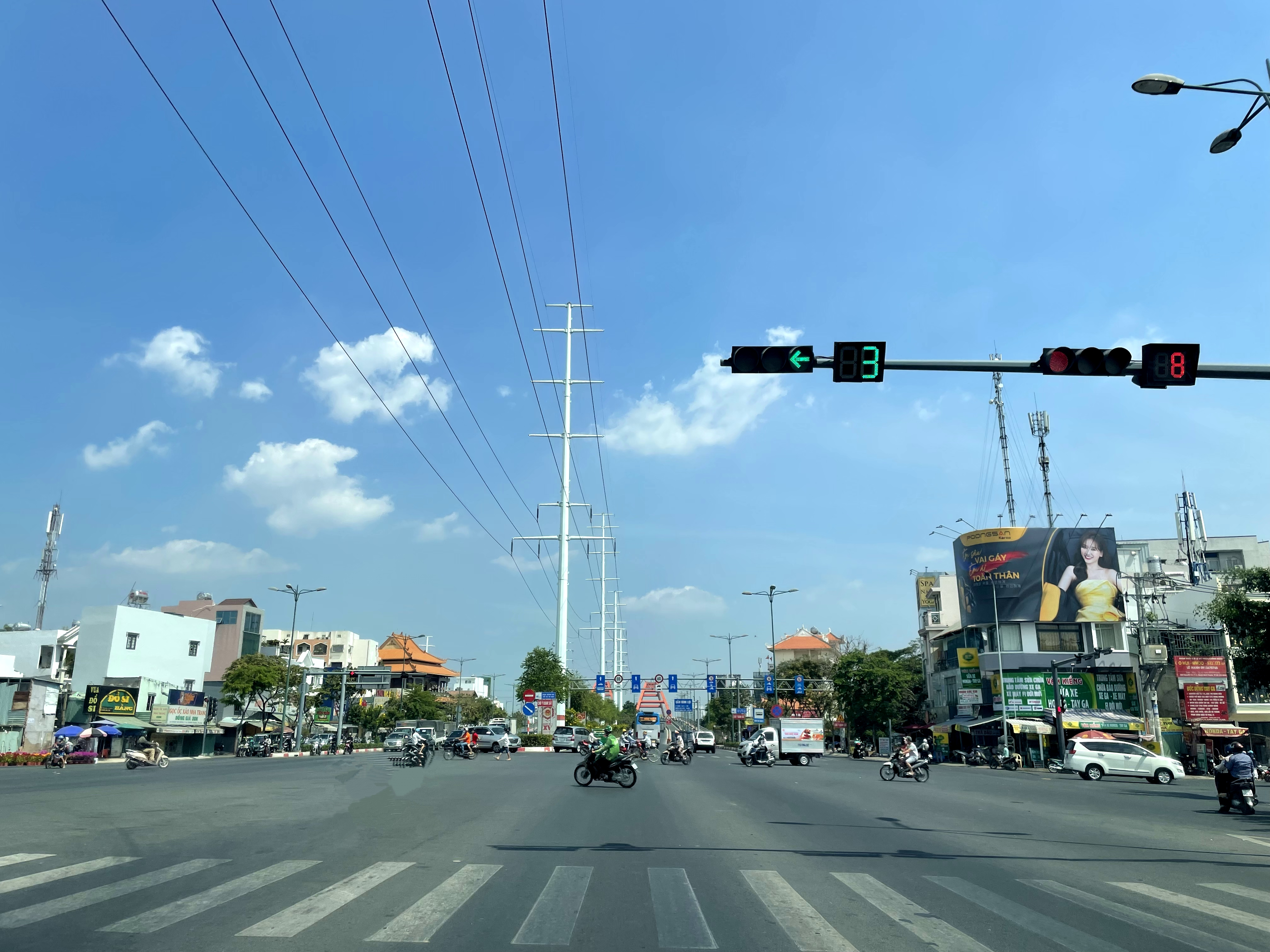
Đại lộ Phạm Văn Đồng, đoạn giao nhau với đường Nguyễn Xí phía dưới cầu Bình Lợi thuộc Phường 13, Quận Bình Thạnh